# The Fruits of Vengeance (film 1913)
The Fruits of Vengeance è un cortometraggio muto del 1913 diretto da Frederick A. Thomson. Marguerite Bertsch firma il soggetto del film che ha come interpreti Julia Swayne Gordon, Harry T. Morey, Courtenay Foote e la piccola Helene Costello.

## Produzione
Il film fu prodotto dalla Vitagraph Company of America

## Distribuzione
Distribuito dalla Vitagraph Company of America, il film - un cortometraggio in una bobina - uscì nelle sale cinematografiche statunitensi il 10 ottobre 1913.